# 王廷錦
王廷錦，湖北天门人，清朝政治人物。举人出身。
嘉庆八年（1803年），擔任清朝廣州府新安縣知縣。后由朱麟征接任。